# Victor Léon
Victor Léon, född 4 januari 1858 i Wien, död där 3 februari 1940, var en österrikisk librettist.
Léon skrev tillsammans med Leo Stein libretti till Johann Strauss den yngres Wienerblod och till Franz Lehárs Glada änkan samt en rad andra operetter.